# Gravesia (głowonogi)
Gravesia – rodzaj głowonogów z wymarłej podgromady amonitów, z rzędu Ammonitida.
Żył w epoce późnej jury (kimeryd – tyton).